# Пущенко Сергій Миколайович
Сергі́й Микола́йович Пу́щенко (нар. 28 червня 1960 р., Дніпропетровська область — пом. 2 березня 2022 р., м. Васильків, Київська область) — український графік і живописець, культуролог. Заслужений діяч мистецтв України. Загинув у ніч проти 2 березня 2022 року в бою з російською диверсійною групою в місті Васильків Київської області (див. також Бої за Васильків). 

## Життєпис

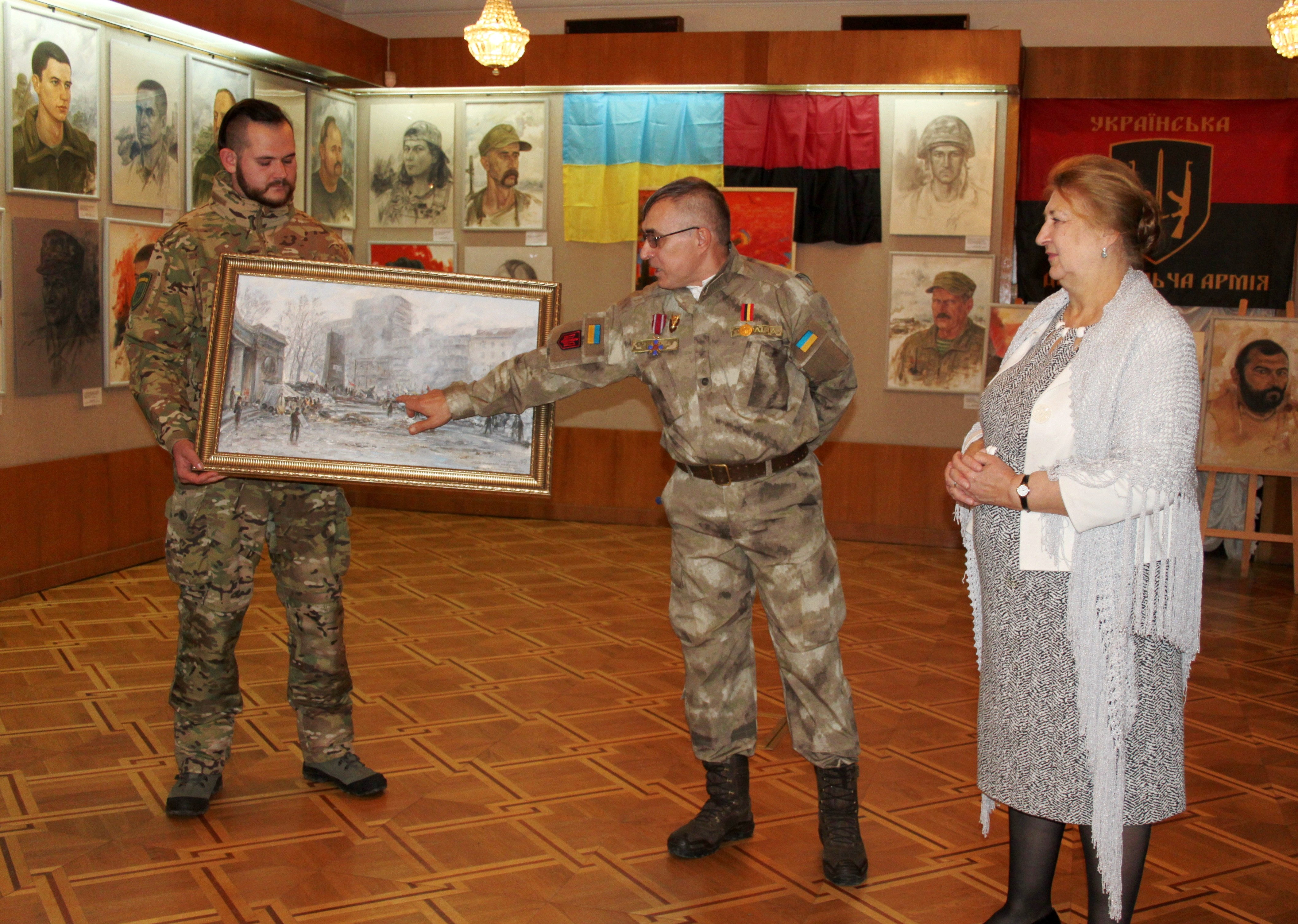
Сергій Пущенко (в центрі) на відкритті виставки в Києві дарує картину Національному музею літератури України (13.10.2017). Фото Сергія Шевченка

Народився на Дніпропетровщині. Змалку багато малював, любив читати, мріяв ілюструвати книжки. Після Володимирівської десятирічки закінчив Дніпропетровське художнє училище (відділення живопису), а згодом — Український поліграфічний інститут ім. Івана Федорова у Львові. Здобув фах художника-графіка, оформлювача книжкової друкованої продукції, художнього редактора, після чого працював у видавництві «Прапор» (Харків) художнім редактором, оформлював книжки. Згодом — на творчій роботі. Мистецькі твори автора є в численних приватних колекціях та музеях України, серед них такі: Гуляйпільський краєзнавчий музей (м. Гуляй-поле, 1 олійне полотно); Музей історії запорозького козацтва (Острів Хортиця, місто Запоріжжя, 5 олійних полотен); Національний історико-культурний заповідник «Гетьманська столиця» (Палац Розумовського, м. Батурин, 1 олійне полотно); Національний історико-археологічний заповідник «Кам'яна Могила» (м. Мелітополь, 23 олійних полотна з серії «Художник і час»); Рівненський обласний краєзнавчий музей (м. Рівне, 1 графічна робота); Черкаський обласний художній музей (м. Черкаси, 1 олійне полотно); Національний музей літератури України (м. Київ, 3 олійних полотна); Національний музей історії України (м. Київ, 2 олійних полотна). 
Сергій Пущенко (друг Художник) від весни 2015 року тривалий час перебував у зоні проведення бойових дій під час російської збройної агресії проти України. Написав серію портретів вояків 5-го окремого батальйону Добровольчого українського корпусу «Правого сектора» та 5-го окремого батальйону Української добровольчої армії. Згодом став активним волонтером.
Жив у Харкові. У шлюбі з Наталією Пущенко народилися син і донька. 
Похований 5 березня 2022 року на кладовищі «Молодіжному» в Рівному.

## Творчий доробок
Автор понад 900 картин: пейзажі, портрети, натюрморти. Основна тема творчості пов'язана з українським козацтвом. Він автор серії полотен «Козацькому роду — нема переводу». У художніх роботах поетично відображено народних героїв, історію, природу та побут України.
У 2015—2018 роках під час війни з російськими окупантами створив з натури галерею живописних і графічних портретів українських воїнів-добровольців (113 робіт розміром 80х60 см та 7 етюдів); 106 портретів увійшли до авторської книги-альбому «Портрети добровольців на війні», виданої обмеженим накладом у квітні 2018 року письменницьким видавництвом «Майдан» (Харків).
З жовтня 2017 по квітень 2018 року відбулося 10 персональних виставок в Україні. У Національному музеї літератури України (м. Київ) виставка «Портрети добровольців на війні» (живопис, графіка), 110 мистецьких творів, тривала з 13.10.2017 по 03.11.2017 р., її відвідали 8280 осіб; виставка «Дітям про Івана Сірка: народження і перші сім днів життя козака Івана Сірка» (живопис), тривала з 06.11.2017 по 20.11.2017, відвідали 5696 осіб. Останню виставку експонували також у Національному музеї історії України (м. Київ) 2018 року. Виставку «Портрети добровольців на війні» показано в обласних організаціях Національної спілки художників України — Івано-Франківській (з 21.11.2017 по 03.12.2017) і Тернопільській (з 04.12.2017 по 22.12.2017), Культурно-мистецькому центрі «Львівський палац мистецтв» (м. Львів, з 16.01.2018 по 28.01.2018), Рівненському обласному краєзнавчому музеї (м. Рівне, з 29.01.2018 по 18.02.2018, відвідали 2030 осіб), Черкаському обласному художньому музеї (м. Черкаси, з 20.02.2018 по 11.03.2018), у приміщенні Верховної Ради України (м. Київ, з 15.05.2018 по 25.05.2018), Харківському національному університеті будівництва та архітектури (м. Харків, з 21.11.2018 по 01.12.2018). 
Автор літературно-художнього проєкту, дизайну та 50 фотографічних мистецьких творів-колажів у книзі Тараса Шевченка «Кобзар» з підзаголовком «Фронтовий кобзар» (Харків: Майдан, 2020). Проєкт поєднав поезію Кобзаря з документалізованим сьогоденням — боротьбою українського народу у війні з російськими окупантами. «Фронтовий кобзар» презентовано в Києві, Львові, Чернігові (2020), Херсоні, Тернополі та в Городку Львівської області (2021). 
Художник тривалий час співпрацював з ДУ «Інститут загальної та невідкладної хірургії ім. В. Т. Зайцева НАМН України»: дизайн серії медичних книг з технологій хірургічного лікування (автор і упорядник видань — академік НАМН України В. В. Бойко). До 13 книг серії увійшли понад 1100 авторських малюнків анатомії людини, техніки оперативних втручань та різноманітних схем алгоритмів лікування. 

### Художній стиль
|                                            | Для більшості його робіт характерний „неоміфологізм“… Заглиблення в міфологію, у легенди, в космогонічні уявлення наших пращурів стимулюють авторське міфотворення. За найкращими традиціями козаків-бандуристів, лірників митець сам вигадує легенди, завдяки яким можна збагнути різні інтерпретації його художніх образів. Завдяки певній деформації облич художник робить акцент на найхарактерніших рисах своїх героїв, досягаючи в такий спосіб психологічної глибини. Очі героїв ніби зазирають вам у душу, не залишають байдужими і спокійними, знову і знову виринаючи із вашої пам'яті. Психологізації образів сприяє й колористична гама: червоний, темно-брунатний та білий кольори. Певною стилізацією образів художник творить свою іконографію, звеличує своїх героїв і канонізує козацькі образи в нашій уяві, доводячи їх майже до стадії святості… Урізноманітнюючи художню мову й стилістику, автор у більшості полотен віддає перевагу кольору перед формою… С. Пущенко ніколи не використовує колір тільки з декоративною метою — на його думку, вибрана барва завжди повинна передавати багатство почуттів і характерну експресію. …У основу більшості картин С. Пущенка покладені канони українського народного живопису — його кольоровий стрій, а часом і композиційні принципи. |
| — Паньок Т. В., кандидат мистецтвознавства | |

## Громадська діяльність
Член Національної спілки журналістів України, Харківського обласного об'єднання Всеукраїнського товариства «Просвіта» ім. Тараса Шевченка, ГО «Спадщина», ГО «Об'єднання добровольців». Як член громадської організації сучасного українського козацтва належав до Покровської сотні Харківського козацького Слобідського полку. 

## Нагороди, відзнаки
- Орден «За мужність» III ступеня (06.06.2022, посмертно) — за вагомий особистий внесок у розвиток вітчизняної журналістики та інформаційної сфери, мужність і самовідданість, виявлені під час висвітлення подій повномасштабного вторгнення Російської Федерації на територію України, багаторічну сумлінну працю та високу професійну майстерність[9]
- Почесне звання «Заслужений діяч мистецтв України» (22.01.2019) — за значний особистий внесок у державне будівництво, зміцнення національної безпеки, соціально-економічний, науково-технічний, культурно-освітній розвиток Української держави, вагомі трудові досягнення, багаторічну сумлінну працю[10]
- Орден «Козацький хрест з двома мечами» (2003)
- Пам'ятний знак «Гвардія революції» (2004)
- Медаль «За жертовність і любов до України» (29.09.2016)
- Орден «Бойовий волонтер України» (06.03.2017)
- Медаль «Сильному духом» (12.09.2017)
- Пам'ятний знак «Патріот України» (12.10.2017)
- Орден «Лицарський хрест добровольця» (14.02.2017)
- Премія імені Богдана Хмельницького за краще висвітлення військової тематики у творах літератури та мистецтва (2018)[11]
- Переможець у творчому конкурсі НСЖУ в номінації «Журналістська акція» (червень 2018)[12]
- Пам'ятний знак «Під проводом Архистратига Михаїла» (12.10.2018)
- Медаль Гетьмана Івана Мазепи (14.03.2021)
- Грамоти Національної спілки журналістів України, громадських організацій та місцевих органів влади